# Vetta le Croci
Vetta le Croci (o Vetta alle Croci) è un passo a quota 518 metri s.l.m., lungo la Strada regionale 302 Brisighellese-Ravennate, in corrispondenza del crinale che separa la valle del Mugnone a sud e quella del torrente Faltona a nord.
Il valico si trova nel comune di Vaglia, 1 km a nord della località Olmo; è posto in territorio aperto, con alcune case sparse ed un laghetto (non balneabile e recintato) nelle immediate vicinanze.
Sul lato fiorentino del crinale, a poche centinaia metri dal passo, la SR 302 incrocia la Strada provinciale 54 "dei Bosconi" (che porta a Fiesole) e la Strada provinciale 102 "della Casa al Vento" (che porta a Pratolino e Bivigliano) formando un quadrivio chiamato localmente le quattro strade. La presenza di un locale di ristoro e di prati liberamente accessibili e panoramici (vista sulla collina fiesolana e la valle del Mugnone) costituisce motivo di richiamo per soste e brevi gite turistiche.